# 伊朗武装部队总参谋部
伊朗武装部队总参谋部（羅馬化：Setad-e Kol-e Niruha-ye Mosallah-e Jomhuri-ye Islami-ye Iran）是伊朗的最高军事机构，负责监督和协调伊朗軍隊的軍事行動並執行各項軍事政策。 伊朗伊斯兰共和国军队和伊斯兰革命卫队均服從伊朗武装部队总参谋部的指揮。
伊朗武装部队总参谋部成立于1989 年，伊朗武装部队总参谋部總參謀長由伊朗最高领袖直接任命。 